# Hallie Morse Daggett
Hallie Morse Daggett (19 décembre 1878 - 19 octobre 1964) est la première femme embauchée comme garde-feu par le Service des forêts des États-Unis. 
Daggett commence à travailler l’été 1913 à la station d'observation d'Eddy's Gulch au sommet du pic Klamath dans la Forêt nationale de Klamath, au nord de la Californie. La station d'observation d'Eddy Gulch se trouve sur une montagne isolée, à une altitude de presque 2 000 m. et à 3 heures d'une montée difficile depuis le camp de base. Daggett y travaille seule pendant quinze étés.